# Негробов, Олег Павлович
Олег Павлович Негробов (21 ноября 1941 — 8 января 2021) — советский и российский энтомолог, доктор биологических наук, профессор, заведующий кафедрой Воронежского государственного университета, Заслуженный работник высшей школы Российской Федерации (1999), академик Российской экологической академии, член Общественной палаты Воронежской области, специалист по экологии и систематике беспозвоночных животных.

## Биография
Родился в Воронеже 21 ноября 1941 года.
- 1964 — окончил биолого-почвенный факультет Воронежского госуниверситета, затем работал на кафедре зоологии беспозвоночных (с 1997: экологии и систематики беспозвоночных животных)
- 1968 — защитил кандидатскую диссертацию на тему «Палеарктические виды подсемейства Medeterinae (Dolichopodidae, Diptera) — энтомофаги скрытостволовых вредителей»[5] (ЗИН РАН)
- 1984 — защитил докторскую диссертацию «Система и филогения семейства Dolichopodidae (Diptera)»[6] (ЗИН РАН)
- 1987 — получил учёное звание профессора
- 1999 — заслуженный работник высшей школы РФ[2]
- 2001 — получил звание Соросовского профессора[3]

Умер 8 января 2021 года в Воронеже .

## Награды
Имел следующие награды и премии:
- 3 медали ВДНХ
- Почётный знак «За отличные успехи в области высшего образования СССР» Министерства высшего и среднего специального образования СССР
- лауреат премии Ленинского комсомола
- лауреат премии Сороса по программе «Биоразнообразие»
- академик Российской экологической академии
- заслуженный работник высшей школы Российской Федерации (1999)[10]
- лауреат Государственной научной стипендии Президента РФ (2000)
- Соросовский профессор (2001)
- лауреат премии главы г. Воронежа в области охраны окружающей среды (2001)
- Почётная грамота Президента Российской Федерации (2014)[11]

## Научно-общественная работа
Вёл активную научно-общественную работу:
- Председатель Воронежского отделения Всероссийского энтомологического общества РАН
- Председатель комиссии по экологическому образованию при Совете ректоров вузов ЦЧР
- Председатель Комиссии по экологии и охране природы Общественной Палаты при Администрации Воронежской области[12][13]
- член проблемного Совета по экологическому образованию при Отделении общего среднего образования Российской академии образования (Москва)
- заместитель директора и заведующий отделом по экологическому образованию экоцентра Воронежского университета
- член американского экологического клуба «Сиерра-Лионе»
- член всероссийского межведомственного научно-технического Совета по апидологии и пчеловодству при Всероссийской академии пчеловодства (Москва)
- Председатель независимой экологической общественной организации «ЭкоДон»[14]
- Председатель Совета по защите диссертаций на соискание учёной степени кандидата наук по специальности «Энтомология»
- Председатель регионального отделения движения зелёных «Родина»
- зам. редактора периодического журнала «Экология ЧЦО РФ» (Липецк)
- член редколлегии центрального журнала «Экологическое образование» (Москва)

## Труды
Крупнейший специалист по мухам из семейства Dolichopodidae мировой фауны, в котором им впервые для науки описано более 500 подсемейств, триб, родов и видов, разработана их система и филогения. Им исследованы вопросы биотоксикологии, экологии водных экосистем, экологии мезофауны почвы, биоиндикации, общие проблемы биоразнообразия, проблемы охраны редких видов насекомых и сети особо охраняемых территорий, обоснованы методические вопросы внешкольного и экологического образования. Имеет более 1000 публикаций, 11 монографий и глав монографий.

### Книги
- Catalogue of Palaearctic Diptera. — Budapest: Acad. Kiado, 1991. — Vol. 7. Dolichopodidae — Platypezidae. — P. 11-139.
- Краткий справочник по зоологической систематике. — Воронеж: Изд-во Воронеж. ун-та, 1988. — 112 с.
- Определитель семейств насекомых. — Воронеж: Изд-во Воронеж. ун-та, 1989. — 182 с. — В соавт. с Ю. И. Черненко.
- Основы экологии и природопользования. Гидросфера: Учеб. пособие. — Воронеж: Изд-во Воронеж. ун-та, 1997. — 295 с.
- Экологические основы защиты растений от вредных насекомых. Учебное пособие. — Воронеж. ВГУ. 1998. — 144 с. (В соав. с В. Д. Логвиновским).
- Словарь эколога: Учеб. пособие. — Воронеж: Изд-во Воронеж. ун-та, 1999. — 188 с.
- Экологический словарь. — Липецк, Липец.эколого-гуманитар. универс., 2001. — 125 с. (в соавт. С. О. Негробов, Ю. Я. Филоненко).
- Экология; под ред. Ю. И. Житина. — Воронеж: ВГАУ, 2002. — 270 с. (В соавт. с Ю. И. Житиным, О. М. Кольцовой, Э. В. Харьковской, Н. И. Придворевым, О. А. Зотовой, О. В. Алипатовой).
- Биология с основами экологии: Учеб. пособие. — Воронеж: Издательство «Кварта», 2003. — 128 с. (Учебная серия «Открытое образование») (В соавт. с Проскуриным В. В., Сафоновой Л. Б., Селивановой О. В.).
- Экологическое право. Учебное пособие. — Воронеж, 2005. Изд-в о Воронежский гос. ун-т. — 141 с. (В соавт. с А. И. Бородкиным, К. В. Успенским, В. В. Пигуновым)
- Мониторинг состояния зелёных насаждений. — Воронеж, ВГУ, 2005. — 116 с.(в соавт с В. С. Маликовым, К. В. Успенским, И. А. Нестеровой).
- Экология человека. Воздействие пестицидов на биологические системы. Учебное пособие. — Воронеж. ВГУ. 2006. — 123 с. (в соавт. с В. Д. Логвиновским, В. С. Маликовым).

### Некоторые статьи
- Dolichopodidae // Определитель насекомых Европейской части СССР. — Л., 1969. — Т.5, ч. 1: Двукрылые, блохи. — С. 670—752. — (В соавт. с А. А. Штакельбергом).
- Сравнительно-морфологическая характеристика ротовых аппаратов родов семейства Dolichopodidae (Diptera) // Зоологический журнал. — 1976. — Т. 55, вып. 9. — С. 1354—1361. — (В соавт. с Т. А. Мариной).
- Мухи надсемейства Empididoidea (Diptera) из мелового ретинита Северной Сибири Архивная копия от 28 апреля 2018 на Wayback Machine // Палеонтол. журн. — 1978. — № 2 — С. 81-90.
- Двукрылые сем. Dolichopodidae (Diptera) фауны СССР. I. Подсемейства Dolichopodinae и Medeterinae // Энтомологическое обозрение. — 1979. — Т. 58, вып. 3. — С. 646—657.
- О системе и филогении двукрылых сем. Dolichopodidae (Diptera) // Энтомологическое обозрение. — Т. LXV, вып. 1, 1986. — С. 182—186.
- Dolichopodidae // E. Lindner: Die Fligen Palaearktische Region. — Stuttgart, 1971. — V. 29, Lf. 284. — S. 238—256; 1972. — V. 29, Lf. 289. — S. 257—302; 1974. — V. 29, Lf. 302. — S. 303—324; 1974. — V. 29, Lf. 303. — S. 325—346 (В соавт. с А. А. Штакельбергом); 1977. — V. 29, Lf. 316. — S. 347—386; 1978. — V. 29, Lf. 319. — S. 387—418; 1979. — V. 29, Lf. 321. — S. 419—476; 1979. — V. 29, Lf. 322. — S. 475—530.
- Revision of the Palaearctic species of the genus Micromorphus Mic. (Diptera: Dolichopodidae) // Dipterol. Res. 2000. — № 11(1). — P. 19-26.